# Jake McDorman
Jake McDorman (John Allen McDorman IV) (Dallas, Texas, 8 de julho de 1986) é um actor de cinema e televisão mais conhecido pelo papel de Evan Chambers na série de TV Greek.

## Biografia

### Infância e juventude
McDorman nasceu em Dallas, Texas, filho de John Allen McDorman III e Deborah Gale Stallings. Tem uma irmã mais nova, Morgan, e uma meia-irmã mais velha, Mandy. Depois de largar o escotismo para seguir a sua carreira, ele representou pela primeira vez como escoteiro num filme sobre a importância do escotismo. Teve aulas de actuação na Dallas Young Actors Studio e também foi aluno da Richardson High School, no Texas.

### Carreira
Actuou em séries como Quintuplets, Echoes of Innocence, e filmes como Aquamarine e Bring It On: All or Nothing . Em 2011, estrelou como ator principal do filme O Assassino da Internet.
Recentemente, foi ator convidado de CSI: Miami, House MD e Cold Case. Interpretou o papel de Evan Chambers em Greek de 2007 até 2011, quando a série terminou, e atualmente está na série Are You There, Chelsea? como Rick.
Em 2014 protagonizou a série Manhattan Love Story no papel de Peter que durou apenas 1 temporada e foi cancelada por baixa audiência.
Seu último papel se deu como "Brian", protagonista da série Limitless que veio a ser cancelada em 2016.